# Mesoscincus schwartzei
Mesoscincus schwartzei — вид сцинкоподібних ящірок родини сцинкових (Scincidae). Мешкає в Мексиці, Гватемалі і Белізі.

## Поширення і екологія
Mesoscincus managuae мешкають на півострові Юкатан та на сусідніх островах. Вони живуть в сухих і вологих тропічних лісах, в лісовій підстилці, трапляються поблизу людських поселень. Зустрічаються на висоті до 300 м над рівнем моря. Ведуть денний, наземний спосіб життя.